# Convento de las Carmelitas Descalzas (Plasencia)
El convento de las Carmelitas Descalzas es un edificio histórico del siglo XVII ubicado en la ciudad española de Plasencia, en la provincia de Cáceres, Extremadura. Las Carmelitas Descalzas lo utilizaron como su convento en la ciudad hasta 1993, cuando se trasladaron a un nuevo edificio en la sierra de Santa Bárbara. En las tres décadas posteriores, el edificio ha sido objeto de obras de rehabilitación y a fecha de 2019 está por decidir su futuro uso.

## Localización
Se ubica en el casco antiguo de la ciudad, en el cruce de las calles de Santa Ana y de las Carmelitas, y su fachada llega hasta la plaza del Salvador, frente a la portada meridional de la iglesia del Salvador. Su parcela abarca 1189 m².

## Historia
El convento fue fundado en el siglo XVII por María de la Cerda Forcallo, noble placentina que había enviudado dos veces sin descendencia y que decidió dejar en su testamento su palacio, conocido hasta entonces como "palacio de los Arcos", a las Carmelitas para que construyeran sobre él un convento. La fundación tuvo lugar el 27 de enero de 1628 con monjas procedentes de Alcalá de Henares, en una ceremonia presidida por el obispo Francisco de Mendoza. El edificio fue exclaustrado durante la Guerra Peninsular, cuando fue ocupado como cuartel por los invasores franceses, y nuevamente durante unos meses en 1931, pero siguió en uso hasta 1993.
Es un templo de estilo principalmente barroco-neoclásico realizado con granito, mampuesto, ladrillo y adobe. En la fachada destaca su portada principal, que tiene sobre su dintel los escudos de la Orden y de la fundadora; en la calle Santa Ana hay otras tres piedras armeras, una de ellas la del obispo José Jiménez de Samaniego en la esquina del edificio. En el interior destaca el sepulcro de María de la Cerda y sus padres; albergó además en su iglesia notables retablos barrocos que actualmente se ubican en el nuevo convento de la sierra.
El edificio fue adquirido en 1993 por Editorial Prensa Ibérica, según un acuerdo promovido por Javier Moll mediante el cual se le construía a las monjas a cambio su nuevo convento en la sierra. Tras este acuerdo se realizaron complejísimas obras de rehabilitación entre 1995 y 2000, consecuencia del estado casi ruinoso en el que se encontraba el edificio: en 1977 se había llegado a solicitar su demolición, pero el Ministerio de Educación y Ciencia denegó la autorización por formar parte el edificio del Conjunto Histórico de la ciudad desde 1958. En 2008 fue adquirido por Caja de Extremadura, que a partir de 2012 comenzó a restaurarlo para convertirlo en una pinacoteca; sin embargo, la crisis económica ha impedido completar la rehabilitación y a fecha de 2019 todavía no se sabe para qué se va a usar el edificio.